# Stazione di San Pancrazio Salentino
La stazione di San Pancrazio Salentino è una stazione ferroviaria al servizio del comune di San Pancrazio Salentino ed è posta sulla linea Martina Franca-Lecce. Gestita dalle Ferrovie del Sud Est, è entrata in servizio nel 1907, assieme al tronco Lecce-Francavilla Fontana della linea Martina Franca-Lecce.
Nel corso dei lavori di potenziamento della linea nel corso del 2024, la stazione, insieme alle altre della relazione Francavilla Fontana-Lecce, è stata ammodernata con la sistemazione dei marciapiedi e il rinnovo della segnaletica di stazione conformata a quella utilizzata da Rete Ferroviaria Italiana, oltre a piccole modifiche nella stazione stessa.

## Servizi
La stazione dispone di:
- Biglietteria automatica
- Servizi igienici
- Area per l'attesa
- Accessibilità per portatori di handicap
- Parcheggio di scambio
- Capolinea autolinee extraurbane

## Strutture e impianti
La stazione presenta una emettitrice automatica di biglietti ferroviari situate in prossimità del primo binario, uno schermo sul quale è possibile verificare gli orari di partenza dei treni in tempo reale, la sala d'attesa e servizi igienici.

## Movimento
La stazione è servita dai treni regionali svolti dalle Ferrovie del Sud Est nella relazione Martina Franca - Lecce della linea 2.
Attualmente, insieme al tratto Francavilla Fontana-Lecce, la stazione è chiusa e la linea è autosostituita per lavori di potenziamento sulla suddetta relazione.